# Marshall Amplification

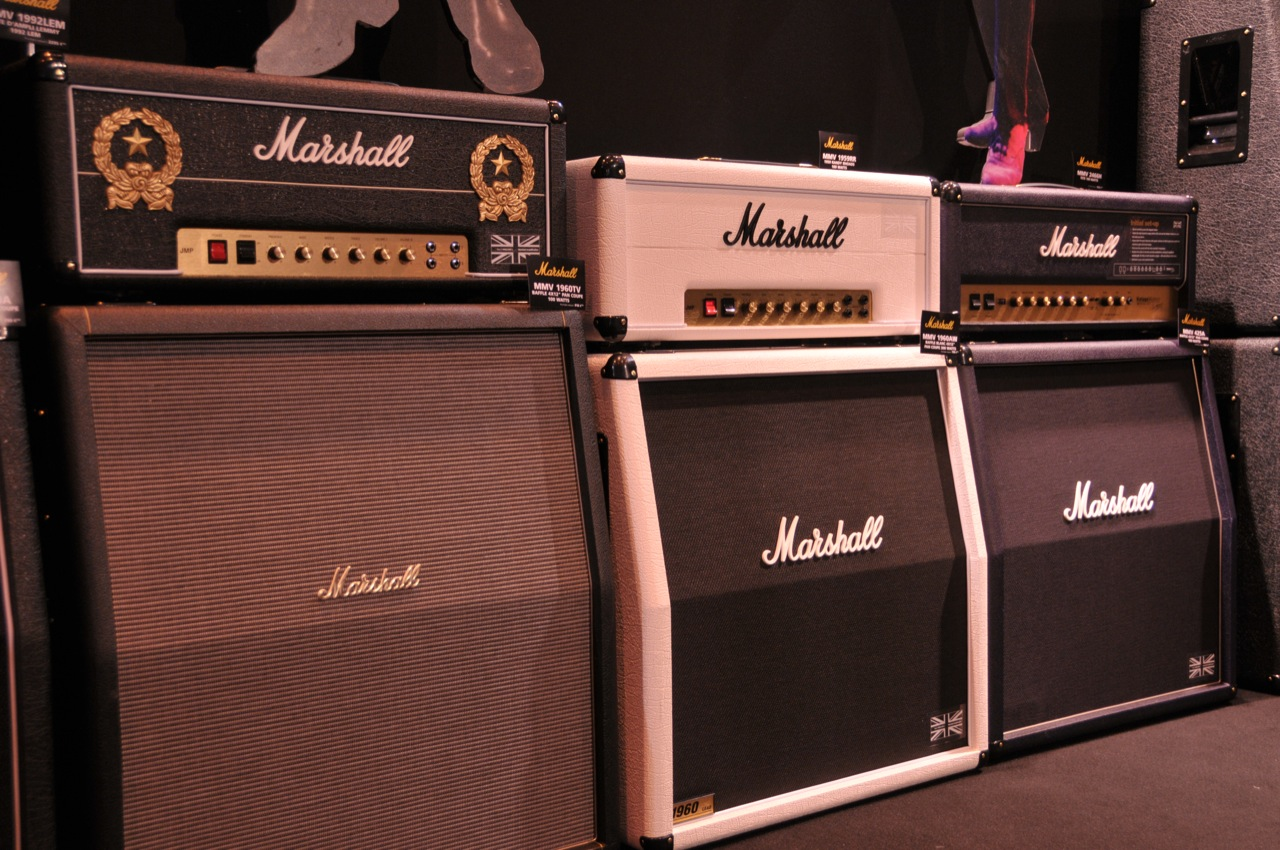
Marshall-versterkers

Marshall Amplification is een firma die gespecialiseerd is in het bouwen van gitaar-en-basversterkers.
Het bedrijf is in 1962 opgericht door Jim Marshall (1923-2012). De huidige vestigingsplaats van de fabriek is in Engeland Bletchley, Milton Keynes.
De versterkers van Marshall zijn naast de versterkers van Fender en Vox de facto standaard geworden voor muzikanten met elektrische gitaren.
Ooit begon de drumleraar Jim Marshall in 1960 in zijn garage met het bouwen van een "grote" basgitaarversterker. Niet lang daarna wisten bekende muzikanten als Eric Clapton (ten tijde van John Mayall's Bluesbreakers en Cream), Pete Townshend van The Who en Brian Poole van The Tremeloes hem te vinden. Pete Townshend zocht in die tijd een forse gitaarversterker, naar verluidt, omdat hij het geluid van een Fender te "clean" vond.
De eerste versterkers waren buizenversterkers met een uitgangsvermogen van 45 watt uitgevoerd als combo. 50 watt half-stacks volgden. De luidsprekerkasten werden in het begin uitgevoerd met twee luidsprekers van 12 inch. De luidsprekers gingen regelmatig stuk en al snel werden er vier luidsprekers per kast (ook wel een cabinet genoemd) gemonteerd, de zogenoemde 4×12. Daarbovenop werd de versterker geplaatst, dit wordt een half-stack genoemd. 
Op verzoek van Pete Townshend werden er luidsprekerkasten met acht luidsprekers gebouwd (8×12). Deze kasten waren door hun formaat en gewicht echter moeilijk te hanteren waarna een lijn stapelbare 4×12-kasten werd geïntroduceerd.
Een full-stack bestaat uit twee boven elkaar geplaatste 4×12-cabinets met daarbovenop de versterker. Marshall gebruikt al sinds het begin luidsprekers van Celestion in zijn versterkers en luidsprekercabinetten. Deze dragen sterk bij aan het geluid dat met Marshall wordt geassocieerd.
Niet alleen gitaristen gebruiken Marshall-versterkers. Er was lange tijd een lijn basversterkers en Jon Lord gebruikte de Marshall om zijn Hammondorgel te versterken. 
Inmiddels maakt Marshall niet alleen gitaarversterkers en luidsprekerkasten in allerlei uitvoeringen, maar ook effectpedalen. Het originele Marshall Blues Breaker-pedaal uit begin jaren 1990 is de laatste jaren een geliefd vintage-pedaal geworden. 
Daarnaast is er een lijn met gadgets die los staan van gitaarspel zoals Bluetooth-luidsprekers en hoofdtelefoons waarop het Marshall-logo goed zichtbaar is. Ook is Marshall Amplification eigenaar van basversterkermerk Eden.

## Marshall versterkers
| Productiejaar | Type                                         | Kenmerken |
| ------------- | -------------------------------------------- | --- |
| 1962 - 1966   | Marshall JTM45's                             | De eerste Marshall-versterker op de markt. Gebruikt en beroemd gemaakt door Eric Clapton ten tijde van John Mayall's Bluesbreakers 'Beano' album. Een nieuw (overstuurd) gitaargeluid was geboren. |
| 1966 - 1967   | Marshall JTM50's                             | Samen met de JTM100 bekend als de 'Marshall plexi'. met de 'plexisound'. De term plexi is ontstaan doordat de eerste modellen een plexiglazen front hadden waarin de regelaars waren geplaatst. Latere modellen hadden een messing frontplaat. |
| 1965 - 1967   | Marshall JTM100's                            | 100 watt versie van de JTM 50 die voor stadionconcerten geschikt was. Werd gebruikt door o.a. Jimi Hendrix en Pete Townshend. |
| 1967 - 1974   | Marshall Majors                              | |
| 1965 - 1967   | 18W Marshalls                                | |
| 1967 - 1974   | 20W Marshalls                                | |
| 1967 - 1981   | Marshall JMP's                               | |
| 1973 - 1980   | Marshall JMP Solid State Amps                | |
| 1971 - 1978   | Marshall Artiste's                           | |
| 1981          | Marshall 2000 Series                         | |
| 1981 - 1989   | Marshall JCM800 amps                         | De legendarische rockversterker van Marshall. Artiesten zoals Slash, Randy Rhoads en Zakk Wylde hebben deze versterker gebruikt. Types van deze versterker zijn onder andere de 2203, 2204, 2205 en 2210. Ook zijn er verschillende combovarianten uitgebracht van deze versterkers, onder andere de 4010, 4210, 4211 en 4212. De naam komt van de initialen van Jim Marshall, J.C.M., en de 800 komt naar eigen zeggen van zijn autokentekenplaat in die tijd. Opmerkelijk is dat de JCM800's met zowel 6550-eindbuizen als EL34-eindbuizen geleverd werden. |
| 1981 - 1985   | Marshall JCM800 Bass amps                    | |
| 1981 - ....   | Marshall JCM Solid State amps                | |
| 1984 - ....   | Marshall Mini Stack's                        | |
| 1987 - 1990   | Marshall 25th Anniversaries (Silver Jubilee) | Onder andere de JCM 2555 en 2554. Deze van de JCM800 afgeleide versterkers zijn schakelbaar tussen 50 en 25 watt. Opmerkelijk is dat deze versterkers gebruikmaken van diodeclipping in de voorversterker, in tegenstelling tot buizenclipping, die Marshall voorheen gebruikte. Ook opvallend is dat ze in wit tolex werden uitgevoerd. |
| 1988          | Marshall 1988 Re-Issues                      | Remakes van oude modellen als de JTM 45, 50 en 100, al dan niet gebruikmakend van printplaten in plaats van point to point handsolderingen. |
| 1989 - ....   | Marshall 9000 Series                         | Een serie voor- en eindversterkers voor 19-inchrek. |
| 1990 - 1999   | Marshall JCM900's                            | Marketingtechnisch gezien de opvolger van de JCM800, deze kan echter niet gezien worden als opvolger vanwege het modernere, meer op metal gefocuste karakter van de versterker. |
| 1991 - 1993   | Marshall Valvestates Mk1                     | De Valvestate is een hybride versterker met een buis in de voorversterker en een transistoreindversterker. Op deze manier kon Marshall ook het middensegment van de markt bedienen, aangezien de Valvestates goedkoper te produceren waren dan een volledige buizenversterker. Met de Valvestateserie kwamen versterkers met een meer dan acceptabel geluid voor het eerst binnen het financiële bereik van de gewone gitarist. |
| 1992          | Marshall 30th Anniversaries                  | 100 watt versterkers die naar 25 watt terug te schakelen waren. Uitgevoerd met wit of donkerblauw tolex. |
| 1992 - ....   | Marshall JMP-1                               | Een buizenvoorversterker voor 19-inchrek met digitale bediening. |
| 1993 - 1999   | Marshall JCM900 SL-X's                       | Aangepaste versie van de JCM900 met meer gain. Werd in die tijd als metalversterker geïntroduceerd. Bijzonder: de gain (hoeveelheid overdrive) was met een expressiepedaal aan te sturen. |
| 1993 - 1999   | Marshall Valvestates Mk2                     | 2e generatie Marshall Valvestate hybride versterkers: Een 12ax7-buis in de voorversterker en transistoreindversterker. |
| 1995 - 1998   | Marshall JTM30's                             | |
| 1995 - 1997   | Marshall JTM60's                             | |
| 1997          | Marshall 35th Anniversaries versterkers      | |
| 1997 - 1999   | Marshall JCM600's                            | |
| 1997 - ....   | Marshall JCM2000 DSL amps                    | Versterkerserie gericht op een meer allround prestatie. DSL staat voor Dual Super Lead. |
| 1998 - ....   | Marshall VBA400                              | 400 watt basgitaarversterker |
| 1999 - ....   | Marshall AVT serie                           | AVT staat voor Advanced Valvestate Technology. Dit is de opvolger van de Valvestate mk2-serie. |
| 2000 - ....   | Marshall JCM2000 TSL amps                    | TSL staat voor 'Triple Super Lead'; 3 kanalen dus. |
| 2004 - ....   | Marshal Mode 4                               | Een serie transistorversterkers die moest inspelen op de nu-metalhype van dat moment. Deze versterkers waren ontworpen om ook met extra laag gestemde gitaren, die in deze muziekstroming gebruikt werden, goed te klinken. Met vermogens tot 350 watt en extra grote luidprekerkabinetten werd dit mogelijk. |
| 2008 - ....   | Marshall MG amps                             | Transistorversterker verkrijgbaar in verschillende vermogens (10, 15, 30, 50 en 100 watt). Richt zich mede door zijn prijsklasse en digitale effecten op de beginnende gitarist. |
| 2010 - ....   | Marshall AFD100.                             | 100 watt buizenversterker ontworpen in samenwerking met Slash om het gitaargeluid van het album Appetite for Destruction te benaderen. Deze amp was de Marshall 1959 S.I.R. #36, in wezen een 1959 met een extra buizengain-stage. Daarnaast bevat de versterker de mod #34. Deze is om het geluid van Slash' aangepaste JCM800 #34, die als extra gainstage een kathodevolger in plaats van een buis gebruikt, te benaderen. De #34 werd onder andere voor de albums Use Your Illusion gebruikt.                                                             |

Vet gedrukte namen zijn de trendsettende modellen of series geweest.